# Scytalopus stilesi
Scytalopus stilesi là một loài chim trong họ Rhinocryptidae.